# Nagrobek Kazimierza III Wielkiego

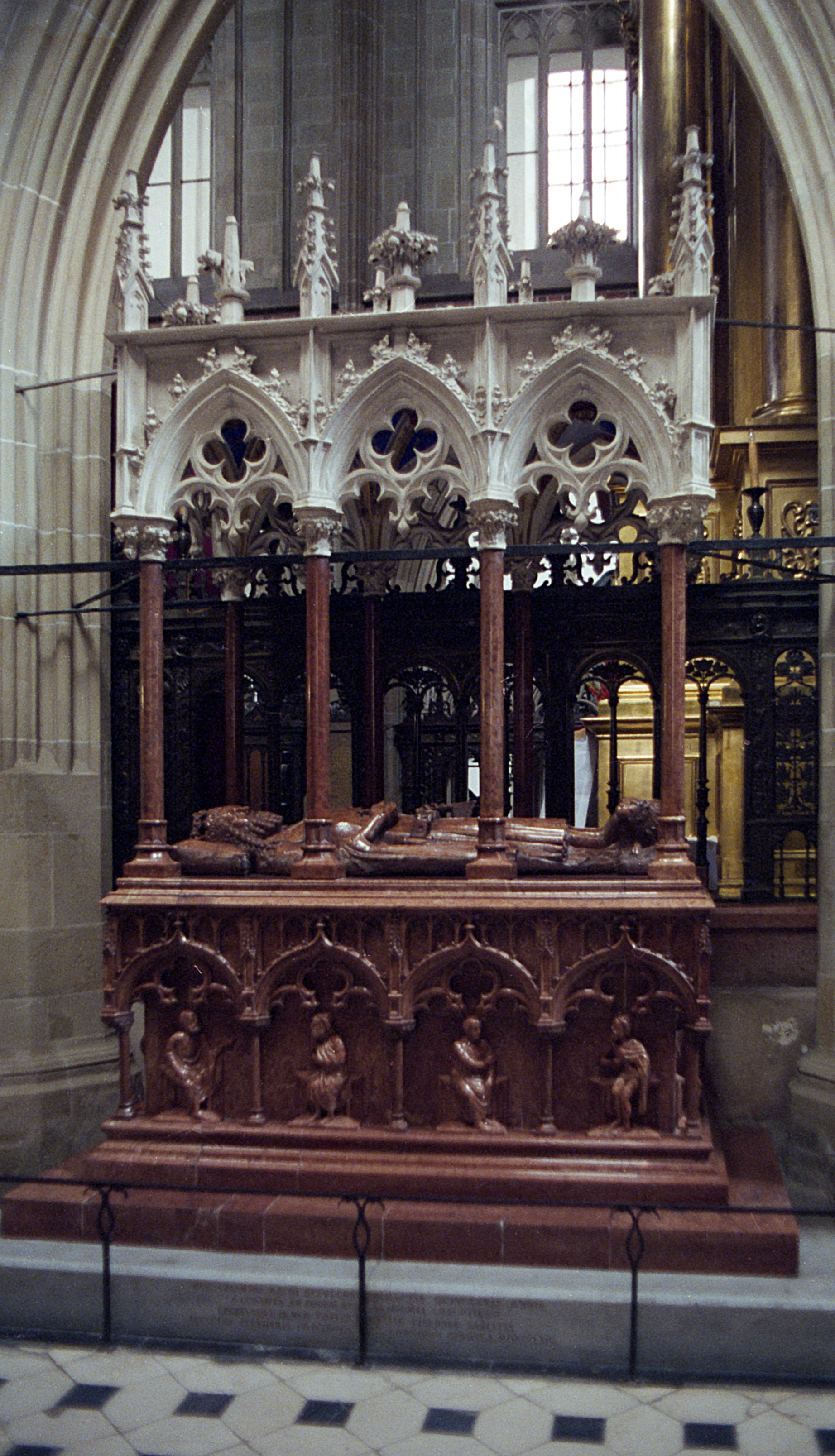
Nagrobek

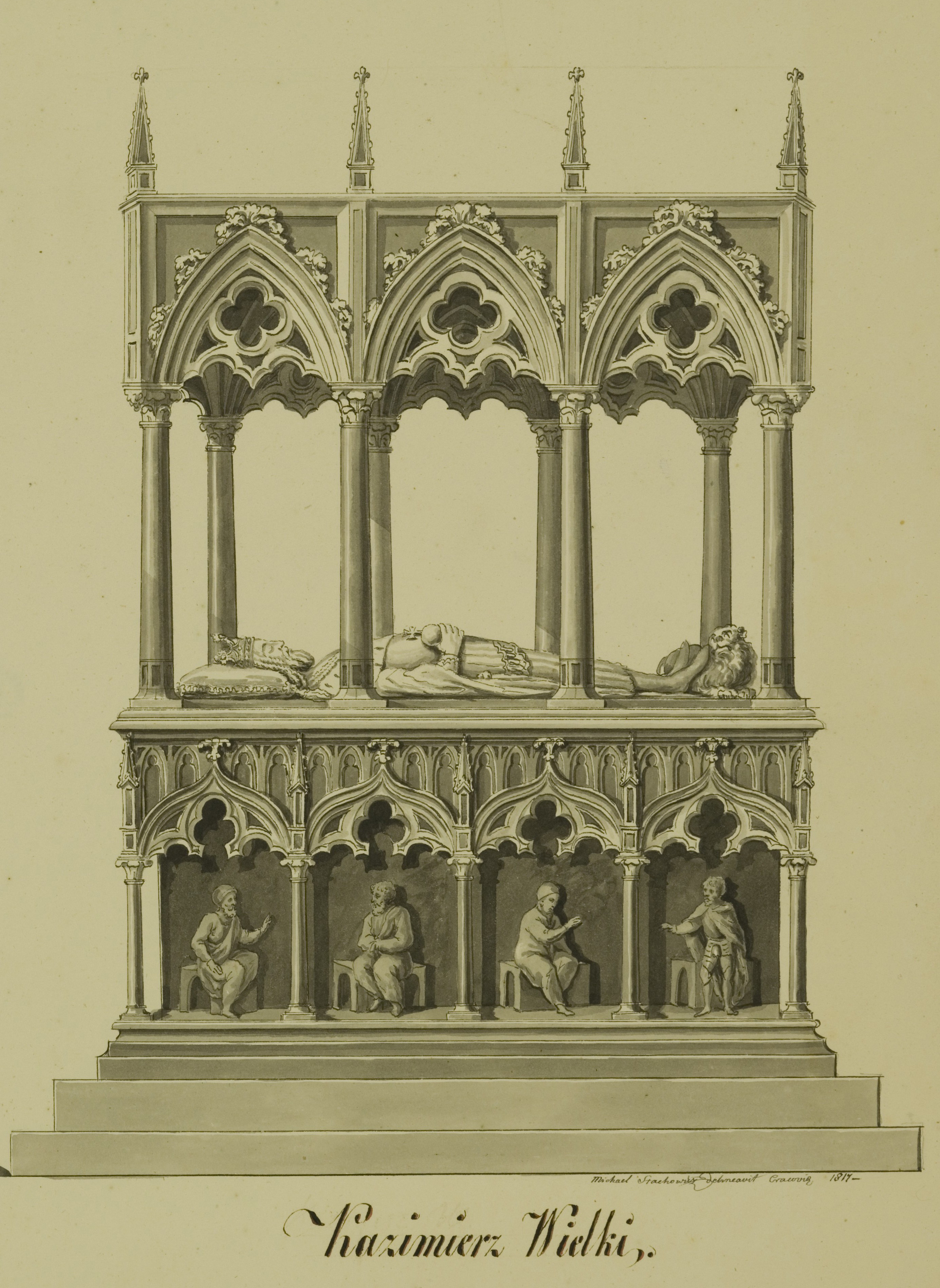
Nagrobek na XIX-wiecznym rysunku Michała Stachowicza

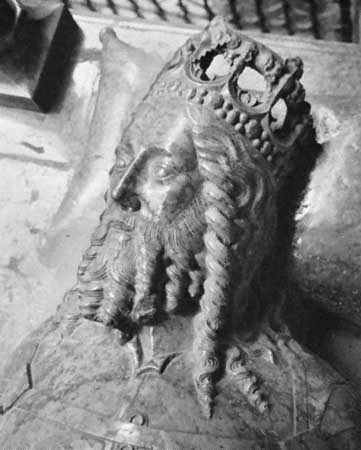
Twarz figury władcy

Nagrobek Kazimierza III Wielkiego – gotycki nagrobek tumbowy z baldachimem, znajdujący się w bazylice archikatedralnej św. Stanisława i św. Wacława na Wawelu w Krakowie.

## Lokalizacja
Pomnik umieszczony jest po południowo-wschodniej stronie ołtarza głównego, na osi pierwszej od wschodu arkady znajdującej się pomiędzy obejściem a prezbiterium. Kazimierz III Wielki sam wybrał to miejsce w 1359, fundując tu nieistniejący już dziś ołtarz Podwyższenia Krzyża, przy którym miano odprawiać nabożeństwa i modły za jego duszę.

## Historia
Dzięki kronice Janka z Czarnkowa, opisującej pogrzeb Kazimierza Wielkiego z 1370 roku, wiadomo, że króla złożono „z prawej strony chóru kościoła krakowskiego (…)”. Pierwsze miejsce spoczynku władcy nie jest w tekście opisane, podobnie jego opis nie znajduje się w żadnymi innym dokumencie z epoki. Jan Długosz w „Rocznikach...” wspominał wyłącznie o położeniu grobu władcy, opisując je podobnie jak Janko w Czarnkowa. Pierwszy nagrobek uległ z czasem poważnym przemianom. Z opisu Długosza wiadomo, że pierwotne miejsce spoczynku władcy było skromne, nieprzystające, zdaniem ogółu, do rangi pochowanego monarchy. Po pewnym czasie (brak potwierdzenia w tekstach źródłowych, kiedy dokładnie) pierwszy grób zastąpiono obecnym, bardziej okazałym. Dzieło to można datować od 1370 (pogrzeb Kazimierza Wielkiego) do 1382 (śmierć Ludwika Węgierskiego). Oryginalna tumba zachowała się we wnętrzu nowego nagrobka, a odkryto ją w czasie konserwacji w 1869 roku.
Mimo przemian następujących w arkadzie, w której znajduje się grobowiec, jego zasadnicza forma nie uległa poważnym przekształceniom. Wyróżnić można następujące elementy, które są wtórne wobec dzieła średniowiecznego: żelazna krata otaczająca nagrobek, powstała w XVII wieku, również XVII-wieczna złocona rzeźba ptaka zwisająca ze sklepienia baldachimu. XIX-wieczne konserwacje miały wpływ na kształt nagrobka: uzupełniono uszkodzoną dekorację rzeźbiarską, tak figuralną, jak i ornamentalną, dodano obecne podwyższenie, dokonano również kilka innych, pomniejszych napraw. Kwestia autentyczności pinakli wieńczących baldachim nie jest jasna: część badaczy uważa, że były one częścią gotyckiego założenia, inni, w obliczu braku materiału ikonograficznego, pozostawiają tę kwestię otwartą. Pomimo wątpliwości związanych z działalnością konserwatorów, zwłaszcza w obrębie baldachimu, jego generalna forma odzwierciedla XIV-wieczny projekt.
Od momentu powstania do dziś, nagrobek znajdował się w krakowskiej katedrze, nie zawsze jednak dokładnie w tym samym miejscu. Pierwotnie był on „wsunięty głęboko w arkadę i ustawiony bliżej filara zachodniego”. Przemieszczenia dokonano po 1734 r. W związku z przekształceniami dokonanymi w przestrzeni, w której znajduje się nagrobek (m.in. usunięcie ołtarza Podwyższenia Krzyża, zamurowanie arkady), dzieło zostało przesunięte na oś arkady.
Dzieło zostało ufundowane „nakładem królewskim” (sumptu regio), prawdopodobnie fundacja była wspólnym przedsięwzięciem Ludwika Węgierskiego i Elżbiety Łokietkównej. Badacze nie są zgodni co do tego, która z wymienionych postaci odegrała ważniejszą rolę. Wielu wskazuje jednak na Ludwika, który wystawiając swojemu poprzednikowi okazały pomnik chciał legitymizować swoją władzę w Królestwie Polskim. W przypadku Elżbiety, jako potencjalny motyw fundacji wspomina się przede wszystkim jej przywiązanie do brata „Elżbieta była kobietą dobrego serca, a najpiękniejszą stroną jej charakteru są jej uczucia macierzyńskie, przywiązanie do synów i brata (...) Bardzo więc bliskie prawdy będzie przypuszczenie, że Elżbieta, a może jej syn Ludwik sarkofag Kazimierzowi ufundowali..”.

## Opis
Nagrobek Kazimierza Wielkiego stanowi jedyny w Europie zachowany niemal w pierwotnym stanie przykład nagrobka tumbowego z baldachimem. Odkuty został w czerwonym wapieniu węgierskim z Gran i białym piaskowcu (wapień pińczowski, baldachim). Nagrobek jest fundacją Ludwika Węgierskiego. Został wykonany po 1371, po wizycie Ludwika w Wiedniu, gdzie władca zobaczył w katedrze wiedeńskiej świeżo wzniesiony nagrobek Rudolfa IV i jego żony Katarzyny, który stał się wzorem dla wykonania podobnego w Krakowie dla Kazimierza Wielkiego, wuja Ludwika Węgierskiego.
Posąg króla spoczywający na tumbie wraz z poduszką pod głową i lwem u stóp został wykonany z osobnej bryły marmuru. Wysokość podobizny króla to 185 cm, co odpowiada mniej więcej jego naturalnemu wzrostowi, który określono na podstawie pomiaru kości dokonanego w czasie otwarcia grobu króla w 1869. Monarcha przedstawiony został w stroju koronacyjnym, płaszcz podtrzymuje na ramionach taśma przewleczona przez dwie klamry w kształcie tarcz herbowych. Szpiczaste, wyszywane trzewiki są sznurowane po bokach. Ozdobę stroju stanowi modny w poł. XIV wieku pas opinający biodra złożony z szeregu ogniw przypominających w kształcie baszty, fragmenty murów, do którego przymocowany jest sztylet. Głowę króla zdobi korona, ale innego kształtu niż ta odnaleziona w grobie w 1869. W prawej ręce król trzyma jabłko, a w lewej powinno znajdować się berło. Zostało ono jednak uszkodzone i jedynie na podstawie śladu na poduszce oraz podobnych zabytków z XIV wieku można próbować odtworzyć jego wygląd. Twarz króla otoczona włosami ułożonymi w spiralne loki, z długą krętą brodą, z wysokim czołem i wydatnym nosem pozbawiona jest cech indywidualnych, pogłębienia psychologicznego i wygląda schematycznie.
Pod arkadami tumby znajdują się płaskorzeźbione postaci ośmiu siedzących na ławach mężczyzn. Zwróceni do siebie twarzami tworzą cztery pary. Są to królewscy urzędnicy, zróżnicowani pod względem wieku i znaczenia. Główna rola przypada starcowi z długą brodą, który przedstawiony jest na zachodnim boku tumby, poniżej głowy króla, w towarzystwie młodzieńca. Na boku południowym trzech mężczyzn w sile wieku i jeden młodzieniec w kapturze, a na boku wschodnim poniżej nóg króla dwóch najmłodszych. Fryzury urzędników są modnie ułożone, brody starannie przystrzyżone, a ubranie nawiązuje do europejskiej mody dworskiej z XIV wieku. Przedstawienie takich siedzących postaci na tumbie sarkofagowej należy do szczególnie rzadkich, na ogół przedstawiano orszak żałobny lub płaczki. Motyw siedzących postaci zaczerpnięty został z dekoracji relikwiarzowych stosowanych we Francji już w XII wieku. Genezy zdobienia tumby króla Kazimierza należy jednak szukać we Włoszech, w Neapolu, na nagrobkach tamtejszych Andegawenów. Podobne postacie posiadał także nagrobek Rudolfa IV i Katarzyny w Wiedniu, jednak nie zachowały się ona do naszych czasów i znane są jedynie ich ryciny pochodzące z XVIII stulecia.
Na kapitelach kolumn baldachimu wyrzeźbiono liście wina, dębu i klonu. Podłucza arkadek baldachimu i tumby wypełniają ażurowe ornamenty zwane maswerkami. Baldachim sklepiono sklepieniem krzyżowo-żebrowym z trzema okrągłymi płaskorzeźbionymi zwornikami, na których przedstawiono rękę Boga Ojca na tle nimbu z krzyżem oraz liście wina i dębu.

## Treści symboliczne
W przeciwieństwie do innych średniowiecznych pomników, w których dominują treści religijne, w nagrobku Kazimierza Wielkiego spotykamy przewagę świeckich elementów symbolicznych. Symbole chrześcijańskie ograniczają się do baldachimu, który uważany był za symbol nieba oraz liści: klon symbolizuje cierpliwość i dobre uczynki, dąb głęboką wiarę i wytrwałość chrześcijańską, a winna latorośl jest symbolem zbawienia. Brak jest elementów związanych z obrzędem pogrzebu i żałobą po zmarłym. Dekoracja złożona z postaci króla i urzędników jest ujęciem królestwa jako formacji polityczno-ustrojowej. Takie przedstawienia w postaci miniatur zdobią średniowieczne kodeksy prawnicze, natomiast nagrobek królewski jest jedynym znanym przykładem tego wyobrażenia odtworzonym w europejskiej rzeźbie nagrobnej.